# Exomalopsis pilosa
Exomalopsis pilosa är en biart som beskrevs av Smith 1854. Exomalopsis pilosa ingår i släktet Exomalopsis och familjen långtungebin. Inga underarter finns listade i Catalogue of Life.